# Sân bay quốc tế Augusto C. Sandino
Sân bay quốc tế Augusto César Sandino (tiếng Tây Ban Nha: Aeropuerto Internacional Augusto César Sandino) (IATA: MGA, ICAO: MNMG) hoặc ACS là sân bay chính ở Managua, Nicaragua. Sân bay này có tên là sân bay Las Mercedes vào năm 1968 sau đó được đổi tên thành sân bay quốc tế Augusto César Sandino trong chế độ Sandinista trong năm 1980 và một lần nữa vào năm 2001 thành sân bay quốc tế Managua bởi tổng thống lúc đó là Arnoldo Alemán. Tên của nó được thay đổi một lần nữa vào tháng 2 năm 2007 bằng tên như hiện nay bởi tổng thống Daniel Ortega để vinh danh anh hùng dân tộc của Nicaragua, Augusto César Sandino. 